# Marc Moreau
Marc Moreau (1986) è un ballerino francese, Danseur Étoile del balletto dell'Opéra di Parigi dal 2023.

## Biografia
Nato e cresciuto nella Charente Marittima, Marc Moreau è stato ammesso alla Scuola di danza dell'Opéra di Parigi nel 1999 e nel 2004 è stato scritturato dalla compagnia. Nei diciannove anni successivi ha scalato i ranghi del balletto dell'Opéra di Parigi, venendo promosso a coryphée nel 2009, a premier danseur nel 2019 e infine a étoile nel 2023.
Nel corso dei due decenni con la compagnia ha danzato in ruoli di alto profilo, tra cui Colas ne La fille mal gardée (Ashton), il protagonista maschile in Rhapsody (Ashton), Smeraldi in Jewels (Balanchine), Lenski in Onegin (Cranko), lo spettro ne Lo spettro della rosa (Fokine), Dafni in Dafni e Cloe (Millepied), Mercuzio in Romeo e Giulietta (Nureev) e l'Idolo d'Oro ne La Bayadère (Nureev). Inoltre ha danzato coreografie di Trisha Brown, Jean-Guillaume Bart, Sidi Larbi Cherkaoui (Boléro), Jules Perrot, Jean Coralli, Anne Teresa De Keersmaeker, Mats Ek, William Forsythe, Pierre Lacotte, Wayne McGregor, John Neumeier, Justin Peck, Roland Petit, Crystal Pite, Christopher Wheeldon, Aleksej Ratmanskij e Jiří Kylián.